# Brennprogramm
Als Brennprogramm bzw. Brennsoftware bezeichnet man Computerprogramme zum Beschreiben (Brennen) von optischen Speichermedien mit Hilfe eines Brenners. Übliche Speichermedien sind CDs, DVDs und Blu-ray Discs.
Eine Brenn-Software kann entweder eigene Dateien auf einem Speichermedium speichern oder aber ganze Speichermedien, wie DVD-Filme, kopieren. Unterschiedliche Möglichkeiten der Datenspeicherung sind möglich: Die reine Daten-CD/DVD, die Musik-CD, die Video-DVD oder die startbare CD/DVD. Mit Brennprogrammen sind auch Speicherabbilder realisierbar.
Brenn-Programme werden auch zur Datensicherung (Backup) verwendet.
Mit dem Aufkommen der CD-Brenner bekamen Benutzer die Möglichkeit, Software und Musik-CDs bitgenau zu kopieren, was zeitweise häufig mittels Kopierschutzeinrichtungen zu verhindern versucht wurde.

## Anwendungen von Brennprogrammen
Brennprogramme werden für unterschiedliche Zwecke eingesetzt, etwa zur Erstellung von:
- Audio-CDs: CD mit Audio-Titeln (Musik, Hörbücher, …),
- Foto-CDs: CD mit Fotos (z. B.: Kodak Photo CD),
- DVD-Video: DVD mit einem Video (Film) oder
- Daten-CD/DVD: CD/DVD mit Daten von/für Computer (z. B.: Datensicherung).

## Methoden zum Beschreiben von optischen Medien
Optische Speicher können in verschiedenen Modi beschrieben werden.
- Disc-At-Once: brennt die gesamte Disk in einem Durchgang, vorzugsweise zur Duplizierung von Disks verwendet.
- Track-At-Once: schreibt einzelne Tracks mit einer Pause zwischen den Tracks auf das Medium.
- Session-At-Once: erstellt einen oder mehrere Tracks in einer Session (Brennvorgang/Arbeitsperiode), dabei kann ein Datenträger mehrere Sessions (Multisession-CD) aufnehmen.
- Packet-Writing: schreibt bei Bedarf Daten in kleinen Einheiten auf den optischen Datenträger, wie es sonst bei magnetischen Datenträgern (Festplatte, Floppy) üblich ist.

## Übersicht Brennprogramme
| Programm                                | Typ                              | Betriebssystem | Betriebssystem | Betriebssystem | Betriebssystem | Betriebssystem | Softwarelizenz         | Medium |
| --------------------------------------- | -------------------------------- | -------------- | -------------- | -------------- | -------------- | -------------- | ---------------------- | --- |
| Alcohol 120%                            | Brennprogramm + GUI              | Windows        |                |                |                |                | Proprietär (Shareware) | CD-R / CD-RW / DVD-R / DVD-RW / DVD+R / DVD+RW / DVD+R DL /                                               |
| BashBurn                                | Cdrtools frontend                |                | Mac            | Linux          | BSD            | Unix           | GPL                    | CD-R / CD-RW / DVD-R / DVD-RW / DVD+R / DVD+RW /                                                          |
| Blindwrite                              | Brennprogramm + GUI              | Windows        |                |                |                |                | Proprietär (Shareware) | CD-R / CD-RW / DVD-R / DVD-RW / DVD-R DL / DVD+R / DVD+RW / DVD+R DL / DVD-RAM                            |
| Brasero                                 | Cdrtools Frontend                |                |                | Linux          | BSD            |                | GPL                    | ? |
| CDBurnerXP                              | ?                                | Windows        |                |                |                |                | Proprietär (Freeware)  | CD-R / CD-RW / DVD-R / DVD-RW / DVD+R / DVD+RW / DVD+R DL /                                               |
| Cdrdao                                  | Brennprogramm                    | Windows        |                | Linux          | BSD            | Unix           | GPL                    | CD-R / CD-RW                                                                                              |
| Cdrkit                                  |                                  |                |                | Linux          |                |                | GPL                    | ? |
| cdrtfe                                  | Cdrtools Frontend                | Windows        |                |                |                |                | GPL                    | CD-R / CD-RW / DVD-R / DVD-RW / DVD+R / DVD+RW / DVD+R DL / DVD-RAM / BD-R / BD-RE / BD-R/DL / BD-RE/DL / |
| cdrtools                                | Brennprogramm                    | Windows        | Mac            | Linux          | BSD            | Unix           | GPL, CDDL              | CD-R / CD-RW / DVD-R / DVD-RW / DVD+R / DVD+RW / DVD+R DL / DVD-RAM / BD-R / BD-RE / BD-R/DL / BD-RE/DL / |
| CDRWIN                                  | Brennprogramm + GUI              | Windows        |                |                |                |                | Proprietär             | CD-R / CD-RW /                                                                                            |
| CloneCD                                 | Brennprogramm + GUI              | Windows        |                |                |                |                | Proprietär (Shareware) | CD-R / CD-RW / DVD-R / DVD-RW / DVD+R / DVD+RW / DVD+R DL / DVD-RAM                                       |
| CloneDVD                                | Brennprogramm + GUI              | Windows        |                |                |                |                | Proprietär (Shareware) | DVD-R / DVD-RW / DVD+R / DVD+RW                                                                           |
| Feurio!                                 | Brennprogramm + GUI              | Windows        |                |                |                |                | Proprietär (Shareware) | CD-R / CD-RW                                                                                              |
| Graveman                                | Cdrtools Frontend                |                |                | Linux          | BSD            |                | GPL                    | CD-R / CD-RW / DVD-R / DVD-RW / DVD+R / DVD+RW / DVD+R DL /                                               |
| ImgBurn                                 | ?                                | Windows        |                |                |                |                | Proprietär (Freeware)  | CD-R / CD-RW / DVD-R / DVD-RW / DVD-R DL / DVD+R / DVD+RW / DVD+R DL / HD-DVD / BD-R ?                    |
| InfraRecorder                           | Cdrtools Frontend                | Windows        |                |                |                |                | GPL                    | CD-R / CD-RW / DVD-R / DVD-RW / DVD+R / DVD+RW / DVD+R DL /                                               |
| K3b                                     | Frontend für Cdrtools und Cdrdao |                |                | Linux          | BSD            |                | GPL                    | CD-R / CD-RW / DVD-R / DVD-RW / DVD+R / DVD+RW /                                                          |
| Nero Burning ROM                        | Brennprogramm und GUI            | Windows        |                | Linux          |                |                | Proprietär (Shareware) | CD-R / CD-RW / DVD-R / DVD-RW / DVD+R / DVD+RW / DVD+R DL /                                               |
| PowerISO                                | ?                                | Windows        |                | Linux          |                |                | Proprietär (Shareware) | CD-R / CD-RW / DVD-R / DVD-RW / DVD+R / DVD+RW /                                                          |
| Roxio Burn (früher Drive Letter Access) | Brennprogramm + GUI              | Windows        |                |                |                |                | Proprietär             | CD-R / CD-RW / DVD-R / DVD-RW / DVD-R DL / DVD+R / DVD+RW / DVD+R DL / DVD-RAM / BD-R/RE / BD-R/RE DL     |
| Roxio WinOnCD                           | Brennprogramm + GUI              | Windows        |                |                |                |                | Proprietär             | CD-R / CD-RW / DVD-R / DVD-RW / DVD-R DL / DVD+R / DVD+RW / DVD+R DL / DVD-RAM / BD-R/RE / BD-R/RE DL     |
| X-CD-Roast                              | Cdrtools Frontend                |                | Mac            | Linux          | BSD            | Unix           | GPL                    | CD-R / CD-RW / DVD-R / DVD-RW / DVD+R / DVD+RW / DVD+R DL / DVD-RAM / BD-R / BD-RE / BD-R/DL / BD-RE/DL / |